# خورخي مندونسا
خورخي مندونسا (بالبرتغالية: José Alberto de Paulino‏) هو لاعب كرة قدم برتغالي، ولد في 19 سبتمبر 1938 في لواندا في أنغولا. لعب مع أتلتيكو مدريد وديبورتيفو لاكورونيا وريال مايوركا وسبورتينغ براغا ونادي برشلونة.

## وصلات خارجية
- خورخي مندونسا على موقع قاعدة بيانات كرة القدم.إي يو (الإنجليزية)